# Matt Cullen
Matthew David "Matt" Cullen, född 2 november 1976 i Virginia, Minnesota, är en amerikansk före detta professionell ishockeyspelare som sist spelade för Pittsburgh Penguins i NHL.
Han spelade tidigare för Minnesota Wild, Pittsburgh Penguins, Nashville Predators, Minnesota Wild, Ottawa Senators, Carolina Hurricanes, New York Rangers, Florida Panthers och Anaheim Mighty Ducks.
Cullen draftades i andra rundan i 1996 års draft av Anaheim Mighty Ducks som 129:e spelare totalt.
16 augusti 2017 skrev han på ett ettårskontrakt värt 1 miljon dollar med Minnesota Wild.
Efter en säsong i Minnesota återvände han till Pittsburgh Penguins när han skrev på ett ettårskontrakt värt 650 000 dollar den 1 juli 2018.

### Fotnoter
1. ↑  https://www.aftonbladet.se/sportbladet/hockey/a/4qxyvo/nhls-aldsta-slutar--42-ar-gammal
2. ↑  ”Cullen returns to Wild on one-year deal - Article - TSN”. TSN. 16 augusti 2017. http://www.tsn.ca/cullen-returns-to-wild-on-one-year-deal-1.831787. Läst 17 augusti 2017.
3. ↑  ”Penguins Sign Forward Matt Cullen to a One-Year Contract” (på amerikansk engelska). NHL.com. https://www.nhl.com/penguins/news/penguins-sign-matt-cullen/c-299371404. Läst 8 augusti 2018.